# Centre F
Un centre F (issu de l'allemand Farbzentrum, centre de couleur) est un défaut cristallin caractérisé par le remplissage d'une lacune anionique dans un cristal par un ou plusieurs électrons non appariés. Dans une telle lacune, les électrons piégés tendent à absorber la lumière visible et ainsi les matériaux concernés peuvent devenir colorés.
Les centres F sont souvent paramagnétiques et peuvent ainsi être étudiés par résonance paramagnétique électronique (RPE). Des centres F peuvent être produits en chauffant un cristal en présence d'une atmosphère du métal constituant le matériau, par exemple NaCl chauffé dans une atmosphère de Na :
Na0 → Na+ + e− ; le cation Na+ est incorporé dans la structure cristalline de NaCl ; des lacunes de Cl− sont produites par l'excès de Na+ et ces lacunes anioniques capturent les électrons libres disponibles (e−), formant les centres F. Un rayonnement ionisant peut aussi produire de tels centres.
Un centre H (un atome interstitiel d'un halogène) peut être vu comme l'opposé d'un centre F. La recombinaison des deux supprime le défaut. Ce processus peut être photoinduit et s'accompagne du blanchiment du minéral qui se décolore sous l'effet de la recombinaison rendue possible par l'énergie apportée par les photons.